# Betty e Barney Hill

Barney e Betty Hill foi um casal norte-americano que alegou haver sido abduzido por alienígenas em 1961. A história ficou conhecida como o Caso Hill. Barney morreu de hemorragia cerebral em 25 de fevereiro de 1969  e Betty Hill morreu de câncer em 17 de outubro de 2004.
O Caso Hill, também chamado a Abdução dos Hill e, algumas vezes, de Incidente Zeta Reticuli, diz respeito aos acontecimentos que teriam cercado o casal Betty e Barney Hill nos dias 19 e 20 de setembro de 1961. A história do casal era que eles haviam sido sequestrados por um curto período por um OVNI. Essa foi a primeira alegação de abdução por alienígenas amplamente divulgada, tendo sido adaptada em 1966 para o livro The Interrupted Journey, que foi sucesso de vendas, e um filme para televisão.

## Histórico
Os Hill moravam em Portsmouth, New Hampshire. Barney (1922–1969) era funcionário dos correios e Betty (1919-2004) era assistente social. Membros ativos da Igreja Unitarista, os Hill também eram membros da NAACP e líderes comunitários e Barney fazia parte do conselho local da Comissão de Direitos Civis.

## O encontro com o OVNI
A alegada abdução, de acordo com diversos depoimentos dados pelo casal durante algum tempo, teve início no anoitecer de 19 de setembro de 1961, quando os Hill retornavam de carro de suas férias em Quebec para Portsmouth. Havia poucos carros na Rota 3 enquanto viajavam para o sul. Ao sul de Groveton, New Hampshire, o casal disse ter visto um ponto brilhante de luz no céu. Enquanto Barney prestava atenção à estrada, Betty disse que estava vendo um satélite de comunicações e pediu a Barney que parasse o carro para olhar mais atentamente e levar seu cachorro, Delsey, para caminhar. Preocupado com a presença de ursos, Barney carregava uma pistola que tinha na mala do carro.
Betty, cuja irmã havia confidenciado a ela ter visto um disco voador anos antes, usou um binóculo para observar o objeto, que piscava luzes multicoloridas enquanto se movia contra a imagem da lua. Barney, que não prestara maior atenção ao objeto, acreditou que a luz era de uma aeronave convencional.
Os Hill alegaram que continuaram a viagem na estrada isolada, prosseguindo bem devagar para que pudessem observar o objeto, que se aproximava mais e mais e que, segundo o casal, se movia conforme a topografia, mergulhando em frente aos picos e descendo lentamente em sua direção. Em certo momento, pareceu que o objeto pousara no topo de Cannon Mountain, mas logo começou a se mover novamente.
A aproximadamente uma milha ao sul de Indian Head, eles disseram que uma aeronave imensa desceu em direção a seu carro, fazendo com que Barney parasse no meio da rodovia. A aeronave desceu a aproximadamente 25 ou 30m do Chevrolet Bel Air 1957 dos Hill, ocupando todo o campo de visão do para-brisa. Barney, levando sua pistola, se afastou do veículo e se aproximou do objeto. Barney disse ter visto, com o binóculo, de oito a onze vultos humanoides olhando para fora das janelas da nave, parecendo olhá-lo. Um dos vultos continuava a olhar para Barney e se comunicava com ele, dizendo "fique onde está e continue olhando". Luzes vermelhas no que pareciam ser asas de morcego começaram a surgir nos lados da aeronave e uma longa estrutura baixou de seu fundo. A aeronave se aproximou silenciosamente a uma distância que Barney estimou em 15 a 25m acima de sua cabeça e 15 a 30m de distância.
Barney afastou subitamente o binóculo e correu de volta para o carro, dizendo "Eles vão nos pegar!" Ele viu o objeto mudar novamente de posição, então diretamente acima do veículo. Ele se afastou em alta velocidade, dizendo a Betty para prestar atenção no objeto. Ela abriu a janela e olhou para cima, mas só viu escuridão acima deles.
Quase imediatamente, uma série de zumbidos mecânicos, fortes o suficiente para fazer o veículo vibrar, pareceu vir da traseira do carro. Betty tocou o metal na porta ao seu lado, esperando sentir um choque elétrico, mas sentiu apenas a vibração. Os Hill dizem que começaram a experimentar uma alteração de estado de consciência que os deixou com a mente entorpecida e sentiram uma sensação de formigamento em seus corpos.

## O dia seguinte
Ao chegar em casa de madrugada, os Hill afirmaram que experimentaram sensações e impulsos estranhos que não conseguiam explicar: Betty insistia em deixar sua bagagem perto da porta dos fundos, ao invés de no interior da casa. Barney notou que a correia de couro do binóculo havia sido arrancada e ele não se lembrava de como isso acontecera. Barney diz ter sentido uma compulsão de examinar seus genitais no banheiro, embora não encontrasse nada de incomum. Ambos tomaram um longo banho para remover qualquer contaminação e cada um fez um desenho daquilo que observou. Seus desenhos eram semelhantes.
Perplexos, os Hill disseram que tentaram reconstruir a cronologia dos eventos, desde o momento em que observaram o OVNI até sua chegada em casa. Mas imediatamente após o momento em que ouviram os zumbidos, suas recordações pareciam incompletas e fragmentadas, e o casal não conseguiu determinar uma cadeia contínua de eventos. Barney lembrava ter dito "Ah não, de novo não", embora não pudesse ligar o comentário a um contexto.
Após dormirem por algumas horas, Betty acordou e guardou no armário os sapatos e a roupa que usara na viagem, notando que o vestido estava rasgado na bainha, no zíper e no forro.  Mais tarde, quando Betty retirou essas roupas do armário, notou um pó rosado no vestido, mas não tinha ideia de sua origem. Ela jogou fora o vestido, mas depois mudou de ideia, o recolheu e pendurou em um varal. O pó desapareceu no vento, mas Betty diz que algumas manchas rosadas ficaram no vestido. Segundo ela, ao longo dos anos, cinco laboratórios realizaram análises químicas e periciais no vestido.

### Depoimento inicial para a Força Aérea dos EUA
Em 21 de setembro, Betty telefonou para a base da força aérea em Pease para relatar seu encontro com o OVNI, embora ocultasse alguns detalhes por medo de ser considerada insana. Em 22 de setembro, o major Paul W. Henderson telefonou para os Hill para uma conversa mais detalhada, que durou aproximadamente 30 minutos. O relatório de Henderson, datado de 26 de setembro, determinou que os Hill provavelmente se confundiram com o planeta Júpiter. Seu relatório foi encaminhado para o Projeto Blue Book ("Livro Azul"), o projeto de pesquisa sobre OVNIs da Força Aérea dos EUA.
Poucos dias depois do encontro, Betty tomou emprestados vários livros sobre OVNIs da biblioteca local. Um deles fora escrito pelo major aposentado dos fuzileiros navais americanos, Donald E. Keyhoe, que também era líder do NICAP, um grupo civil de pesquisas sobre OVNIs.
Duas semanas após o encontro com o OVNI, Betty diz que passou a ter pesadelos recorrentes. Aconteciam quase todas as noites e eram tão vívidos que permaneciam em sua mente durante todo o dia.
Em 26 de setembro, Betty mandou uma carta para Keyhoe. Nela contava toda a história, incluindo detalhes sobre as figuras humanoides, que não informara à Força Aérea. Em sua carta, Betty dizia que ela e Barney estavam pensando em serem hipnotizados para recordarem o que havia acontecido. Posteriormente, a carta foi repassada para Walter N. Webb, um astrônomo de Boston e membro da NICAP.

## A entrevista de Webb
Webb se encontrou com os Hill em 21 de outubro de 1961. Em uma entrevista de seis horas, os Hill relataram o que se lembravam de seu encontro com o OVNI. Barney afirmou que tiveram uma espécie de "bloqueio mental" do encontro e suspeitava de que havia partes do encontro de que não desejava recordar.
Webb especulou que o pânico do casal com o avistamento próximo de um OVNI gerara os pesadelos de Betty.

## Os sonhos de Betty
Em novembro de 1961 Betty começou a anotar os detalhes de seus pesadelos vívidos e recorrentes.
No sonho Betty parecia estar lutando para recuperar a consciência, percebendo então que estava sendo forçada por dois homens pequenos a caminhar mata adentro durante a noite, vendo Barney caminhando ao seu lado, embora quando o chamasse ele parecesse estar em transe ou sonâmbulo. Os homenzinhos tinham cerca de um metro e meio de altura e usavam uniformes, com quepes semelhantes aos usados pela força aérea americana. Não tinham cabelo e suas testas eram largas e bulbosas.
Nos sonhos Betty, Barney e os homenzinhos subiam uma rampa em uma aeronave em forma de disco de aparência metálica. Lá dentro Barney e Betty foram separados. Betty protestou e um homem que chamava de "o líder" disse que se ela e Barney fossem examinados juntos os exames levariam muito mais tempo. Ela e Barney foram levados para aposentos separados. Embora o líder e os outros homens falassem com ela em inglês não pareciam dominar bem a língua e tinham dificuldade de se comunicar.
Betty então sonhou que outro homem, semelhante aos demais, chegou para examiná-la com o líder. Betty chamou esse homem "o examinador" e disse que suas maneiras eram agradáveis e calmas.
O examinador disse a Betty que iria fazer um exame rápido e alguns testes para verificar as diferenças entre os seres humanos e as pessoas na nave. Ele a sentou em uma cadeira e uma luz brilhante foi acesa sobre ela. O homem cortou uma mecha do cabelo de Betty. Examinou seus olhos, ouvidos, boca, dentes, garganta e mãos. Guardou aparas de suas unhas. Depois de examinar suas pernas e pés o homem usou uma lâmina cega, semelhante a um abridor de cartas, para raspar fragmentos de sua pele em uma lâmina de vidro.
O homem tirou o vestido de Betty. Pediu então que ela se deitasse em uma mesa. Dizendo que estava examinando seu sistema nervoso, arrastou uma máquina que lembrava um aparelho de EEG sobre seu corpo, na frente e nas costas. O homem limpou as mãos com um líquido e calçou luvas. Pegou então uma agulha hipodérmica de uns 10 ou 15 cm de comprimento para realizar o que ele chamou de um teste de gravidez. Em seguida passou um chumaço úmido em seu umbigo. Quando a agulha foi enfiada, Betty sentiu uma dor excruciante mas o homem esfregou-lhe a testa e a dor desapareceu.
O homem disse a Betty então que o exame terminara e que ela e Barney retornariam logo ao seu automóvel. Ela começou a conversar com o líder mas foi interrompida quando outro homem entrou na sala parecendo agitado e falou com o líder em um idioma estranho. Eles saíram do aposento às pressas, deixando Betty sozinha.
Retornando minutos depois o líder examinou a boca de Betty e parecia tentar puxar os dentes de sua boca. Como não conseguiu,o líder perguntou por que os dentes dela eram fixos e os de Barney saíam da boca. Rindo, Betty disse a eles que Barney usava dentadura porque os seres humanos frequentemente perdem seus dentes com a idade. O líder parecia incapaz de compreender o conceito de idade avançada. Ela tentou explicar o que era um ano mas ele parecia não entender.
No sonho Betty perguntou ao líder se poderia levar um artefato da nave, para provar que o encontro fora real. O líder deixou que levasse um livro grande, cujas páginas estavam preenchidas com símbolos em colunas.
Em seguida ela perguntou de onde ele e sua nave vieram. Betty escreveu que em resposta o líder foi até a parede e "puxou um mapa, que me pareceu estranho... Era um mapa do céu ", marcado com diversas estrelas e planetas. Havia diferentes tipos de linhas entre algumas das estrelas e que mostravam, conforme foi dito a ela, rotas de comércio e exploração. O líder perguntou a Betty se ela sabia onde a Terra estava no mapa. Betty respondeu que não e que o mapa não lhe era familiar. O líder disse então que devido à sua ignorância era impossível explicar de onde ele viera.
Betty sugeriu que a humanidade gostaria de conhecer outros habitantes do universo e tentou convencer o líder a anunciar abertamente sua presença na Terra. Nesse momento os homens trouxeram Barney para a sala. Ele parecia estar em transe.
Os homens começavam a levar os Hill para fora da nave quando surgiu uma discussão entre eles, naquela linguagem estranha em que falaram anteriormente. Depois disso o líder tirou o livro de Betty. Ela protestou, dizendo que o livro era a sua única prova do encontro. O líder disse que, pessoalmente, não se importava de deixar o livro com ela, mas os outros homens da nave não queriam que ela sequer lembrasse do encontro. Betty insistiu que não importava o que fizessem com sua memória, ela um dia recordaria os acontecimentos.
Ela e Barney foram levados para o carro, onde o líder sugeriu que esperassem para ver a nave partir. Assim fizeram e em seguida retomaram sua viagem. Betty dizia que o acontecimento fora milagroso e excitante, mas Barney não dizia nada.
O sonho de Betty terminava com ela perguntando, "agora você acredita em discos voadores?" Irritado, Barney dizia, "não seja ridícula." Embora Betty pensasse que seus sonhos pudessem refletir eventos reais Barney se mostrava mais cético, acreditando que sua mulher tivera simplesmente vários sonhos vívidos.

## Ajuda médica e mais entrevistas

### Tempo perdido
Em 25 de novembro de 1961 os Hill foram novamente entrevistados longamente pelos membros da NICAP, dessa feita por C.D. Jackson e Robert E. Hohman.
Tendo lido o relatório inicial de Webb, Jackson e Hohman tinham muitas perguntas para os Hill. Uma das principais perguntas era sobre a duração do evento. Nem Webb, nem os Hill, notaram que embora a viagem devesse durar aproximadamente quatro horas, o casal só chegou em casa sete horas após sua partida. Quando Hohman e Jackson ressaltaram essa discrepância para os Hill, o casal ficou atônito, sem conseguir explicar (uma circunstância frequente relatada em casos alegados de abdução por alienígenas, que alguns chamam de "tempo perdido"). No entanto Betty foi capaz de lembrar de uma imagem da lua brilhando no chão.
Apesar de todos os seus esforços, s Hill não se lembram de quase nada das 35 milhas entre Indian Head e Ashland. Foi aventada a possibilidade da hipnose, que talvez a pudesse desbloquear as recordações que faltavam. Barney estava apreensivo com a hipnose mas acreditava que esta poderia ajudar Betty a por de lado o que Barney descrevia como os "sonhos recorrentes absurdos de Betty".
Até fevereiro de 1962 os Hill viajaram frequentemente de carro para tentar localizar a área de seu encontro com o OVNI, na esperança de que o local pudesse refrescar suas lembranças. Por muitos anos depois do ocorrido não conseguiram localizar o local.
Em fevereiro e março de 1962verrugas apareceram em um círculo quase perfeito ao redor da virilha de Barney e foram removidas cirurgicamente.

### Uma revelação em particular
Em 23 de novembro de 1962, os Hill compareceram a uma reunião no presbitério de sua igreja, em que o palestrante convidado era o capitão Ben. H. Swett, da Força Aérea dos EUA, que publicara recentemente um livro de poesia. Após o capitão ler uma seleção de suas poesias, o pastor pediu que falasse sobre seu interesse pessoal em hipnose. Após o término da reunião, os Hill conversaram com o capitão Swett em particular e contaram sobre o que lembravam de seu estranho encontro. Ele se mostrou particularmente interessado no "tempo perdido" da história dos Hill. Os Hill perguntaram a Swett se poderia hipnotizá-los para que recuperassem suas lembranças, mas Swett disse que não estava qualificado para aquilo e os avisou que evitassem hipnotizadores amadores, como ele.

### Primeira revelação pública
Em 3 de março de 1963, os Hill discutiram seu encontro com um OVNI publicamente pela primeira vez, com um grupo em sua igreja.
Em 7 de setembro de 1963, o capitão Swett deu uma palestra formal sobre a hipnose para uma reunião na Igreja Unitarista. Após a palestra, os Hill disseram a Swett visitaria um psiquiatra. dr. Stephens, de quem gostava e em quem confiava. O capitão Swett sugeriu a Barney que perguntasse ao dr. Stephens o que achava do uso da hipnose em seu caso.
Quando se encontrou novamente com dr. Stephens, Barney perguntou sobre a hipnose. O dr. Stephens recomendou aos Hill que procurassem o dr. Benjamim Simon, em Boston.
Em novembro de 1963, os Hill falaram para um grupo amador de estudos sobre OVNI no Quincy Center, em Massachusetts.
Os Hill encontraram o dr. Simon pela primeira vez em 14 de dezembro de 1963.
Logo no início de suas conversas, o dr. Simon determinou que o encontro com o OVNI causara mais preocupação e ansiedade em Barney do que este queria admitir. Embora o dr. Simon considerasse impossível a hipótese popular de extraterrestres, parecia óbvio que os Hill genuinamente acreditavam ter avistado um OVNI com ocupantes parecidos com seres humanos. O dr. Simon esperava descobrir mais sobre a experiência através da hipnose.

## As sessões de hipnose do dr. Simon
O dr. Simon começou as sessões de hipnotismo com os Hill em 4 de janeiro de 1964. Betty e Barney foram hipnotizados diversas vezes cada um e as sessões continuaram até 6 de junho de 1964. As sessões de hipnotismo aconteceram separadamente, para que um não escutasse as recordações do outro.

### As sessões de Barney
Barney foi hipnotizado primeiro. Suas sessões foram frequentemente emocionais, pontuadas por rompantes de raiva, expressões de medo e episódios de choro histérico. Barney disse que, por causa do medo, manteve os olhos fechados durante a maior parte do encontro no OVNI. Com base nessas respostas iniciais, o dr. Simon disse a Barney que não se lembraria das sessões de hipnose até ter certeza de poder lidar com as lembranças sem ficar mais traumatizado ainda.
Hipnotizado, Barney revelou ainda que a correia do binóculo partiu quando ele correu do OVNI para o carro. Lembrou de dirigir o carro para longe do OVNI, mas que depois se sentiu irresistivelmente compelido a sair da estrada e dirigir mata adentro. Acabou avistando seis homens na mata. Ordenando que Barney parasse de dirigir, três dos homens se aproximaram do carro. Disseram a Barney para não temê-los. Contudo, ele continuava ansioso e relatou que o líder pediu que fechasse os olhos. Enquanto estava hipnotizado, Barney disse, "senti como se seus olhos tivessem penetrado nos meus."
As criaturas descritas por Barney eram geralmente semelhantes às descritas por Betty em seu estado hipnótico, não à dos sonhos. No entanto, Barney descreveu os olhos como sendo muito maiores, se estendendo mesmo até os lados de suas cabeças. As criaturas frequentemente o fitavam nos olhos, disse Barney, com um efeito terrível e mesmerizador. 
Hipnotizado, Barney disse coisas como "somente os olhos estão falando comigo" e "tudo que vejo são esses olhos... nem mesmo estou com medo de que não estejam em um corpo. Eles apenas estão lá. Eles apenas estão perto de mim, pressionando meus olhos."
Barney disse que ele e Betty foram levados para a nave em formato de disco, onde ele e Betty foram separados. Levado para uma sala por três homens de baixa estatura, Barney foi despido por esses homens, que mandaram-no deitar em uma mesa de exames retangular. Ao contrário de Betty, a narrativa feita por Barney foi fragmentada e ele manteve os olhos fechados durante a maior parte do exame. Um dispositivo em forma de copo foi posto em sua genitália. Ele não teve um orgasmo, embora Barney acreditasse que uma amostra de seu esperma fora coletada. Os homens rasparam sua pele e investigaram seus ouvidos e boca. Um tubo ou cilindro foi inserido em seu ânus. Alguém apalpou sua coluna e pareceu contar suas vértebras.
Enquanto Betty relatou longas conversas com as criaturas em inglês, Barney disse que os ouviu conversando em uma linguagem murmurada que ele não distinguiu. Barney disse que nas poucas vezes em que se comunicaram com ele, parecia ser uma "transferência de pensamento" – naquela época, ele não conhecia a palavra "telepatia".
Ele se lembrou de ter sido escoltado para fora da nave e levado até seu carro, que então estava ao lado da estrada e não na mata. Em transe, assistiu à partida da nave. Barney se lembrou de uma luz aparecendo na estrada e de dizer, "ah não, de novo não." Lembrou ainda da especulação de Betty de que a luz poderia ser a lua, embora a lua tivesse se posto, de fato, várias horas antes.

### As sessões de Betty
As sessões de hipnose de Betty não eram tão movimentadas. Hipnotizada, sua narrativa foi muito similar a seus sonhos recorrentes sobre o encontro com o OVNI, com duas diferenças marcantes: quando hipnotizada, os homens não tinham nariz grande, nem cabelo. O dr. Simon sugeriu que Betty fizesse um esboço do "mapa estelar". Ela hesitou, achando que não seria capaz de descrever com precisão a qualidade tridimensional do mapa que viu na nave. Por fim, no entanto, fez o que o dr. Simon sugeriu. Embora dissesse que o mapa tinha muitas estrelas, desenhou apenas aquelas de que lembrava. Seu mapa consistia em doze estrelas maiores conectadas e três estrelas menores que formavam inconfundivelmente um triângulo. Segundo ela, lhe foi dito que as estrelas conectadas por linhas cheias eram "rotas comerciais", enquanto as linhas tracejadas representavam rotas menos navegadas.

### Conclusões do dr. Simon
Depois de extensas sessões de hipnose, o dr. Simon concluiu que as lembranças de Barney do encontro com o OVNI eram uma fantasia inspirada pelos sonhos recorrentes de Betty. Embora o dr. Simon admitisse que essa hipótese não explicava todos os aspectos da experiência, acreditava que essa era a explicação mais plausível e coerente. Barney rejeitou essa ideia, observando que embora as recordações do casal se interligassem de alguma maneira, havia partes de ambas as narrativas que eram únicas de cada uma. Agora, Barney estava pronto para aceitar que eles haviam sido abduzidos pelos ocupantes de um OVNI, embora nunca aceitasse o fato tão completamente quanto Betty.
Embora os Hill e dr. Simon discordassem sobre a natureza do caso, concordaram que as sessões de hipnose foram eficazes: os Hill já não eram atormentados por pesadelos ou ansiedade gerados pelo encontro com o OVNI.
Depois disso, o dr. Simon escreveu um artigo sobre os Hill para a revista Psychiatric Opinion, explicando suas conclusões de que o caso representava uma aberração psicológica singular.

## Publicidade após as sessões de hipnose
Os Hill retomaram suas vidas normais. Estavam dispostos a discutir o encontro com o OVNI entre amigos, família, e um pesquisador de ONVIs ocasional, mas os Hill aparentemente não se esforçaram para buscar publicidade.
Todavia, em 25 de outubro de 1965, um artigo de jornal mudou tudo: uma história de primeira página no Boston Traveler perguntava "O Mistério do OVNI: Teriam "Eles" Raptado um Casal?" O repórter John H. Lutrell, do Traveler, recebera uma fita de áudio com a gravação da palestra dos Hill no Quincy Center no início de 1963. Lutrell soube que os Hill se submeteram à hipnose com o dr. Simon e obteve notas das entrevistas dos Hill com os investigadores. Em 26 de outubro, o artigo de Lutrell chegou à UPI e os Hill passaram a receber atenção internacional.
Em 1966, o escritor John G. Fuller obteve a colaboração dos Hill e do dr. Simon para escrever The Interrupted Journey ("A Viagem Interrompida"), um livro sobre o caso. O livro incluía uma cópia do desenho que Bete fez do "mapa estelar". O livro fez sucesso rapidamente e teve várias edições.
Muitas das anotações de Betty Hill, além de fitas e outros itens, fazem parte da coleção permanente da biblioteca da Universidade de New Hampshire, onde estudou.

## Explicação cética do caso
Os céticos acreditam que Betty Hill tinha uma personalidade propensa à imaginação. Diferentes indicadores psicológicos apontam nesse sentido. Primeiro, ela era fácil de hipnotizar, o que é um traço de personalidade fortemente correlacionado a tendências projetivas. Ademais, depois da suposta visão do UFO, ela leu livros relacionados ao assunto e passou a ter sonhos vívidos, o que é outra característica de uma personalidade imaginativa. A análise dos céticos é: através de hipnose, Betty e Barney Hill desenvolveram ambos a síndrome da falsa memória. Antes do casal consultar um hipnoterapeuta, Betty contou seus sonhos vívidos ao marido, o que explica os elementos comuns do testemunho dos dois.
A história dos Hill tornou-se a narrativa padrão para quase todas as alegadas abduções posteriores.